# Carlo Scaccabarozzi
Carlo Scaccabarozzi (Milano, 5 luglio 1932 – Erba, 31 marzo 2015) è stato un calciatore italiano, di ruolo difensore.

## Carriera
Cresce nelle giovanili del Milan con cui vince il Torneo di Viareggio 1952 e 1953. Nella stagione 1952-1953 passa in prestito al Padova, in Serie B, disputando 14 gare.
Dopo un altro anno in prestito in Serie C con il Piacenza, si trasferisce al Vigevano, dapprima in prestito e dal 1955 a titolo definitivo. Con la squadra lomellina effettua la scalata dalla IV Serie alla Serie B raggiunta al termine della stagione 1957-1958, e gioca per un altro anno nella categoria cadetta disputando 38 gare e segnando 5 reti.
Nel 1959 lascia la formazione lombarda, trasferendosi al Novara nell'ambito di uno scambio di calciatori; vi rimane fino alla stagione 1960-1961 dopo aver disputato altri due campionati di Serie B. Nell'estate 1961 il Novara lo pone in lista condizionata, concludendone la carriera professionistica.

## Palmarès
- Torneo di Viareggio: 2

Milan: 1952, 1953